# Ветров, Афанасий Васильевич
Афанасий Васильевич Ветров (9 [21] февраля 1900, Забегаево — 1988) — советский скульптор. Художник Студии имени М. Б. Грекова.

## Биография
Афанасий Ветров родился 9 (22) февраля 1900 года в деревне Забегаево Вятской губернии (ныне в Слободском районе Кировской области). В 1928 году окончил Уральский художественный техникум. В 1928—1931 годах учился в Ленинграде в Институте пролетарского изобразительного искусства у Р. Р. Баха и В. А. Синайского.
С 1928 года принимал участие в художественных выставках. Был членом Свердловского филиала Ассоциации художников революции. Член Союза художников СССР с 1932 года. Жил и работал в Москве. Во время Великой Отечественной войны служил в Советской Армии. В 1944—1945 годах был художником студии имени М. Б. Грекова. Выполнил ряд моделей для каслинского художественного литья.
Умер в 1988 году.

## Работы
- Барельеф «Труд» (гипс, 1934)[1][5]
- «Физкультурник» (гипс, 1937)[6]
- «Проба стали» (гипс, 1937)[1][7]

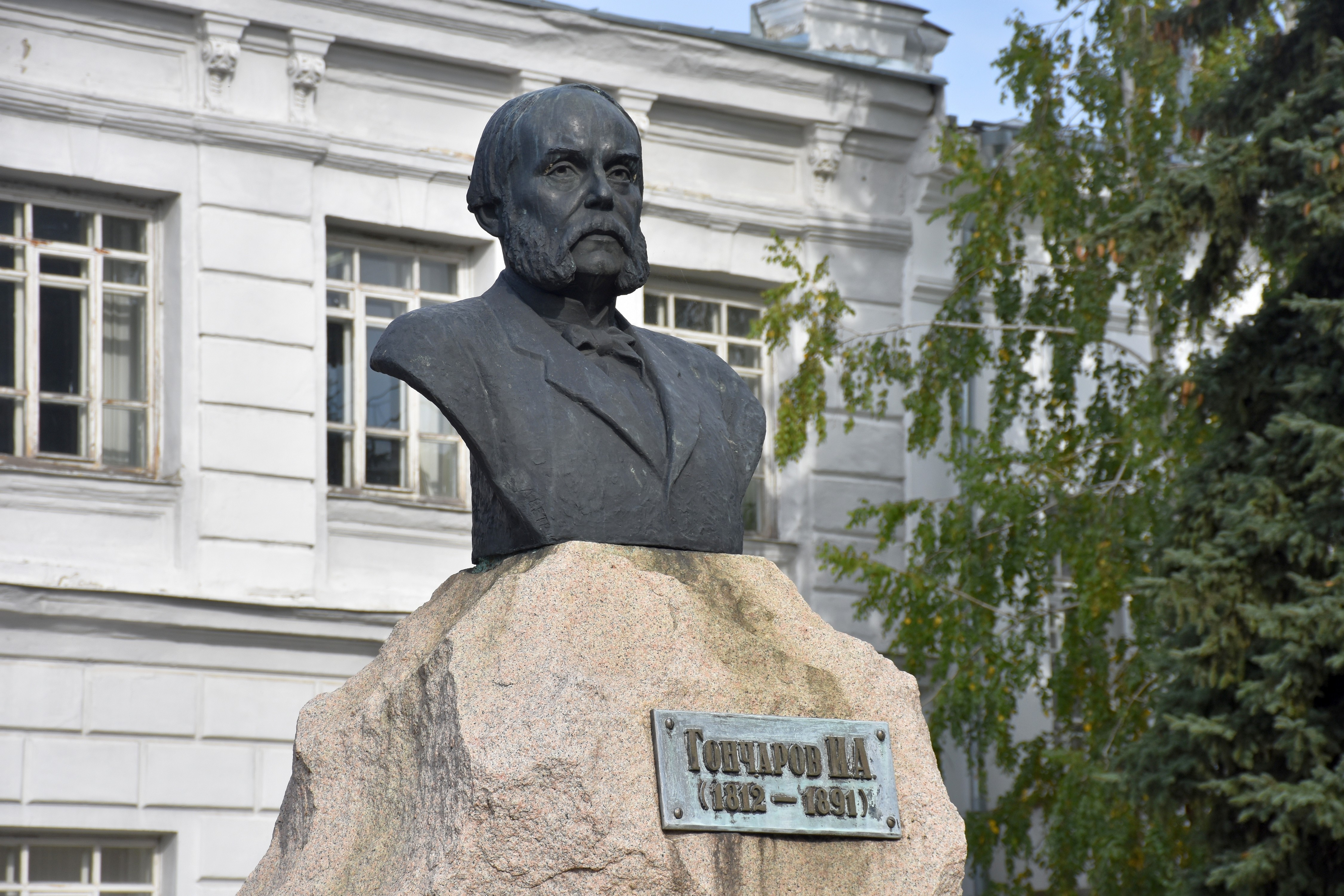
Бюст И. А. Гончарова в Ульяновске

- «Лётчик» (скульптура для фасада театра автозавода им. Молотова в г. Горьком, 1938)[8]
- «Физкультурник с полотенцем» (гипс, 1938)[9]
- «Физкультурница» («Физкультурница с мячом», гипс, 1939)[10][11]
- «Пограничник», скульптура для павильона «Дальний Восток» ВСХВ (1939)[12]
- «К оружию» (гипс, 1942)[1]
- «Письмо на родину» (гипс, 1944)[1]
- Бюст И. А. Гончарова в Ульяновске (бронза, 1948)[1]
- «На вахте» (гипс, 1950)[1]
- «Днепровская водица» (гипс, 1950)[13]
- «Сталевар» (гипс, 1952)[1]
- «Мужской портрет» (гипс)[1]
- «Я. М. Свердлов» (мрамор, 1957)[1]
- «В. И. Ленин с планом ГОЭЛРО» (мрамор, 1959—1960)[1]
- «Автопортрет» (гипс, 1960-е)[1]
- Композиция «Партизаны» (дерево, 1945, совместно с И. К. Стуловым)[1]

## Награды
- Медаль «За победу над Германией в Великой Отечественной войне 1941—1945 гг.»[2]